# Chincheros (stad)
Chincheros is een stadsdistrict van de gelijknamige provincie in de regio Apurímac van Peru. Het district telt 6800 inwoners.
In de tijd van de Inca's werd Chincheros vooral gebruikt als passage om bij de Incastad Machu Picchu te komen. Chincheros ligt ongeveer 30 km ten noorden van de stad Cuzco.